# シンフォニア (バンド)
シンフォニア (Symfonia)は、フィンランドのパワーメタルバンド。レヴォリューション・ルネッサンスを解散したティモ・トルキと元アングラのアンドレ・マトスが中心になって2010年に結成された。

## バイオグラフィ
2009年、スウェーデンに住み始めたアンドレ・マトスは、当時レヴォリューション・ルネッサンスのメンバーだったティモ・トルキと連絡を取り合うようになる。その後アンドレ・マトスがティモ・トルキの家に一週間滞在したり、サウナに連れて行ってもらうようになり、親交を深める。
2010年ティモ・トルキがレヴォリューション・ルネッサンスを解散させる。そして解散に伴ってアンドレ・マトスとティモ・トルキは新しいプロジェクトに本格的に着手する。元エヴァグレイで、かつてストラトヴァリウスのメンバーだったヤリ・カイヌライネンをメールで呼び寄せる。また、後に敏腕ドラマーとして知られ、ガンマ・レイ、ハロウィン、マスタープランなどで活躍したドイツ人ドラマー、ウリ・カッシュとソナタ・アークティカや数々のプロジェクトに参加した経歴を持つキーボーディスト、ミッコ・ハルキンが加わる。
同年11月25日よりスウェーデンのスタジオ・メガとレッド・ハウス・スタジオにてニューアルバムのレコーディングに入る。そして、2011年にアルバム｢In Paradisum｣をリリースしデビューを飾った。日本では、2011年3月23日にリリース予定であったが、東日本大震災、およびそれに起因する福島第一原子力発電所事故に端を発する大規模な輪番停電の影響により3月30日に発売日が変更された。同年6月には、ウリ・カッシュが腕の怪我を理由に脱退した。そのため、アット・ヴァンス、アナイアレイター等に在籍したドラマー、アレックス・ランデンバーグがライヴ・ミュージシャンとして参加することとなった。
その後、オフィシャルフォーラムにおいて、ティモ・トルキが「シンフォニアをこのまま終わらせることは、俺とアンドレ・マトス双方の意見と確固たる証拠または事実の双方が理由で、合理的に決められたものだ」（原文：ending the Symfonia as it is, was a rational decision based on both the opinions of me and Andre Matos and the hard evidence or facts.）と述べ、解散していることが分かった。

## メンバー

### 解散時のメンバー
- アンドレ・マトス (André Matos) - ヴォーカル (2010-2011)
- ティモ・トルキ (Timo Tolkki) - ギター (2010-2011)
- ヤリ・カイヌライネン (Jari Kainulainen) - ベース (2010-2011)
- ミッコ・ハルキン (Mikko Härkin) - キーボード (2010-2011)

### 旧メンバー
- ウリ・カッシュ (Uli Kusch) - ドラムス (2010-2011)

### ライヴ・メンバー
- アレックス・ランデンバーグ (Alex Landenburg) - ドラムス (2011)

## ディスコグラフィー
- イン・パラディズム (In Paradisum) (2011年)

## 関連バンド
- ハロウィン
- ガンマ・レイ
- ストラトヴァリウス
- アングラ
- ソナタ・アークティカ
- シャーマン
- アンドレ・マトス
- ケインズ・オファリング